# Ray Lewis
Raymond Anthony "Ray" Lewis Jr. (Bartow, Florida, 15 mei 1975) is een Amerikaans voormalig Americanfootballspeler voor de Baltimore Ravens in de National Football League. Lewis speelde als linebacker, won tweemaal de Super Bowl en is in 2018 opgenomen in de Pro Football Hall of Fame.